# Банат
45°42′ пн. ш. 20°54′ сх. д. / 45.7° пн. ш. 20.9° сх. д.
Ба́нат (серб. Банат, трансліт. Banat; рум. Banat; угор. Bánát, Bánság) — історичний край між Дунаєм, Нижньою Тисою, р. Мурош і Трансільванськими Альпами. Площа — 27 104 км2. Економічним і культурним центром Банату є місто Тімішоара.
Нині на території Банату утворені жудці Арад, Караш-Северин, Тіміш, що належать Румунії (з населенням 1 011 145 осіб у 2002 р.). Крім того, невелика частина на півночі історичного Банату належить Угорщині: медьє Чонград; окрім угорців, там мешкає сербська нац. меншина (напр. у Деска угор. Deszk, в Сьореге угор. Szőreg). Інші терени Банату — Сербії (з населенням 665 397 осіб у 2002 р.).

## Походження назви

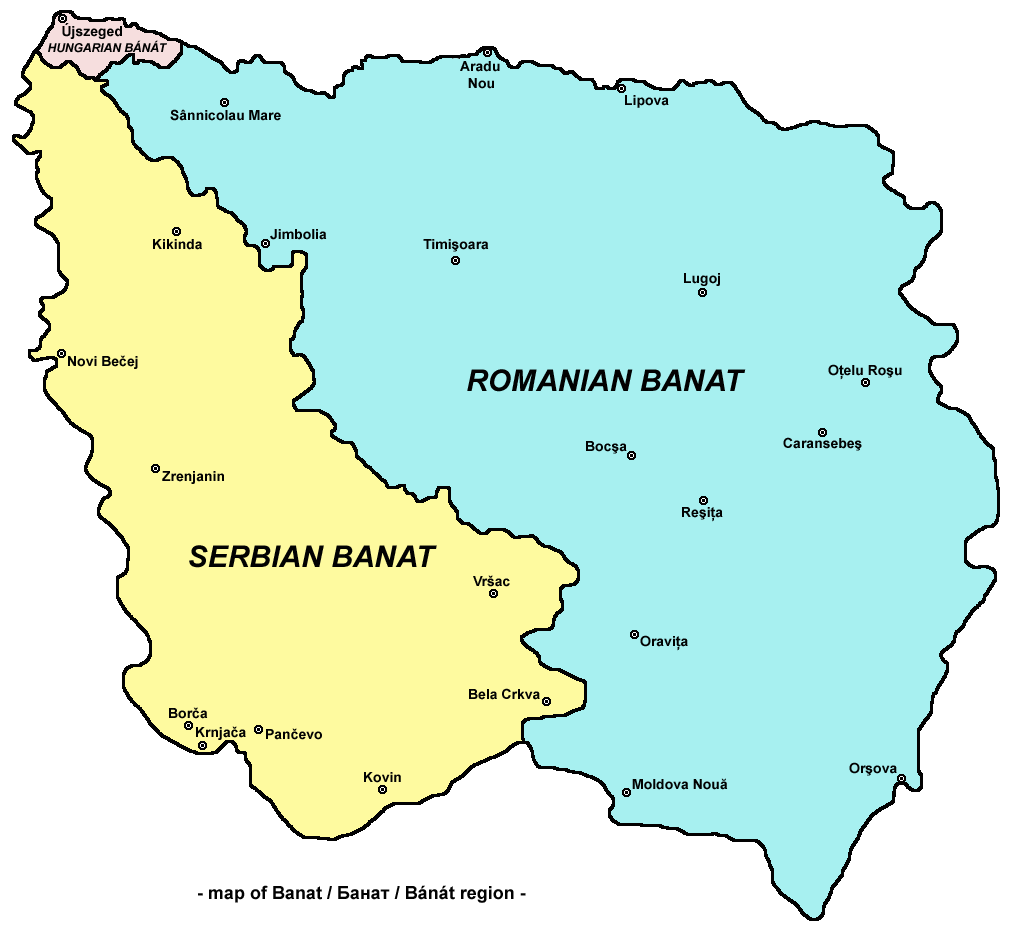

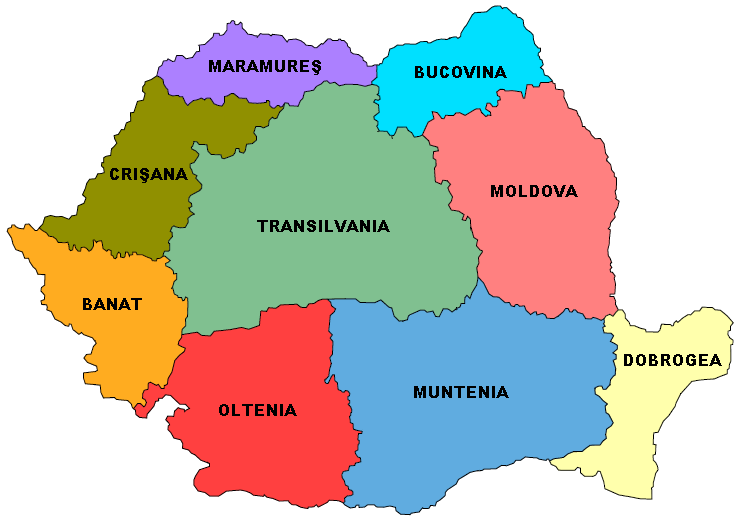
Історичні області Румунії

Назва «Банат» значить «терени керовані баном» (звідси — Бановина).
Деякі джерела вказують на відомого банатського бана Йосипа Єлачича.
У середньовічній Угорщині було кілька банатів (бановин) — Далмація, Славонія, Боснія та Хорватія. Сьогодні Банат не керується баном, але отримав свою назву після Пожаревацького миру (Пожареваць), що належить до 1718 р., де був описаний як «Темешварський банат» (від історичного центру Банату м. Тімішоара).
Під час середньовічної Угорщини (1374 р.) мало назву «Темешкоз» (угор. Temesköz).
Під час турецької окупації (1577 р.) дана область мала назву «земля сербів» (тур. Rascia).

## Історія
Першими відомими жителями Банату були фракійські племена: агафірси, гети, даки, сіки (грец. Σίγκοι). У III столітті до нашої ери — кельти. Відомі племена цього регіону також тевриски й скордіски. Археологам відоме поширення в цьому регіоні гальштатської та латенської культури.
До завоювання Римської імперії імператором Траяном у 106 році Банат належав державі Дакії.
При правлінні Авреліана 273 р. терени Банату потрапляють під владу федератів з сарматів: роксолани, язиги, лімі-анти (грец. Λιμιγάντες). Пізніше територія тодішнього Банату попадає під контроль готів.
Готи були витіснені гунами з даного регіону, які організували центр держави на Паннонській рівнині, в районі, який включав північно-західну частину Карла I Великого. Після смерті Аттіли імперія гунів розпалася. Далі мешканці цього регіону були підкорені гепідами, котрі утворили королівство в регіоні, а через століття — аварами було підкорено. Панування аварів у регіоні тривало до IX століття.
У ранньому Середньовіччі слов'яни оселилися в сучасному Банаті (VI ст.) внаслідок Великого переселення народів. Археологічні дані свідчать про те, що авари та гепіди жили тут аж до середини X століття. Саме панування аварів викликало значну міграцію слов'ян.
Як феодальне володіння Банат входив до Першого болгарського царства на початку IX століття. Угорські історичні літописи «Геста Хунгарорум» (Gesta Hungarorum) згадують князівство «Глад», яке розташоване в частині території Банату, чий князь народився в Відіні і був васалом царя Симеона I Великого; болгари об'єднувалися з печенігами, половцями, волохами. У XI столітті Банат підпадає під владу Королівства Угорщини, став частиною адміністративних одиниць (угор. Torontál, Temes, Krassó, Szörény).
Банат був завойований Османською імперією в 1552 році і став османської провінцією під назвою «Темішварський еялет». У XVI столітті заселений сербами і волохами. У 1594 р. в Банаті почався сильний опір проти османського панування.
У XVII столітті Банат був завойований Австрійською імперією Габсбургів. У 1716 р. принц Євгеній Савойський взяв останню частину Банату від Османської імперії. Оскільки за Пожаревацьким договором 1718 р. Банат став провінцією Габсбурзької монархії, у веденні військових справ.
У 1751 р. австрійська імператриця Марія Терезія ввела цивільний уряд. Відбулася колонізація малонаселених місць німецькими селянами з Швабії, Баварії, Австрії й Ельзасу. Після чого Банат став відомий ще як «Дунайська Швабія».
У 1779 р. Банат став частиною Королівства Угорщини. У 1848 р. Західний Банат переходить до Сербської Воєводині — сербської автономії в рамках Габсбурзької імперії. Під час революції 1848—1849 років Банат був захоплений сербськими і угорськими військами.
Після революції 1848—1849 рр. Банат, з районами Срем і Бачка, став австрійською провінцією під назвою Воєводство Сербії і Темешварський Банат, що від 1860 р. став частиною Королівства Угорщини.

### Банатська республіка
У жовтні 1918 р. в Тимішоарі була проголошена Банатська республіка, а уряд Угорщини визнав її незалежність. Проте сербські війська увійшли у регіон (див. «Банат, Бачка і Бараня»). Відповідно до Тріанонського мирного договору 1920 р. Банат був розділений між Югославією (близько 1/3 території — автономний край Воєводина, що складається з трьох історичних областей: Банат, Бачка та Срем) — західна частина Банату і Румунією (2/3) — східна частина Банату.
У 1960—1968 роках — це адміністративна одиниця в Румунії.

## Геральдика
Традиційний геральдичний символ Банату — лев, наявний як у румунській геральдиці, так і у Воєводині.

## Демографія

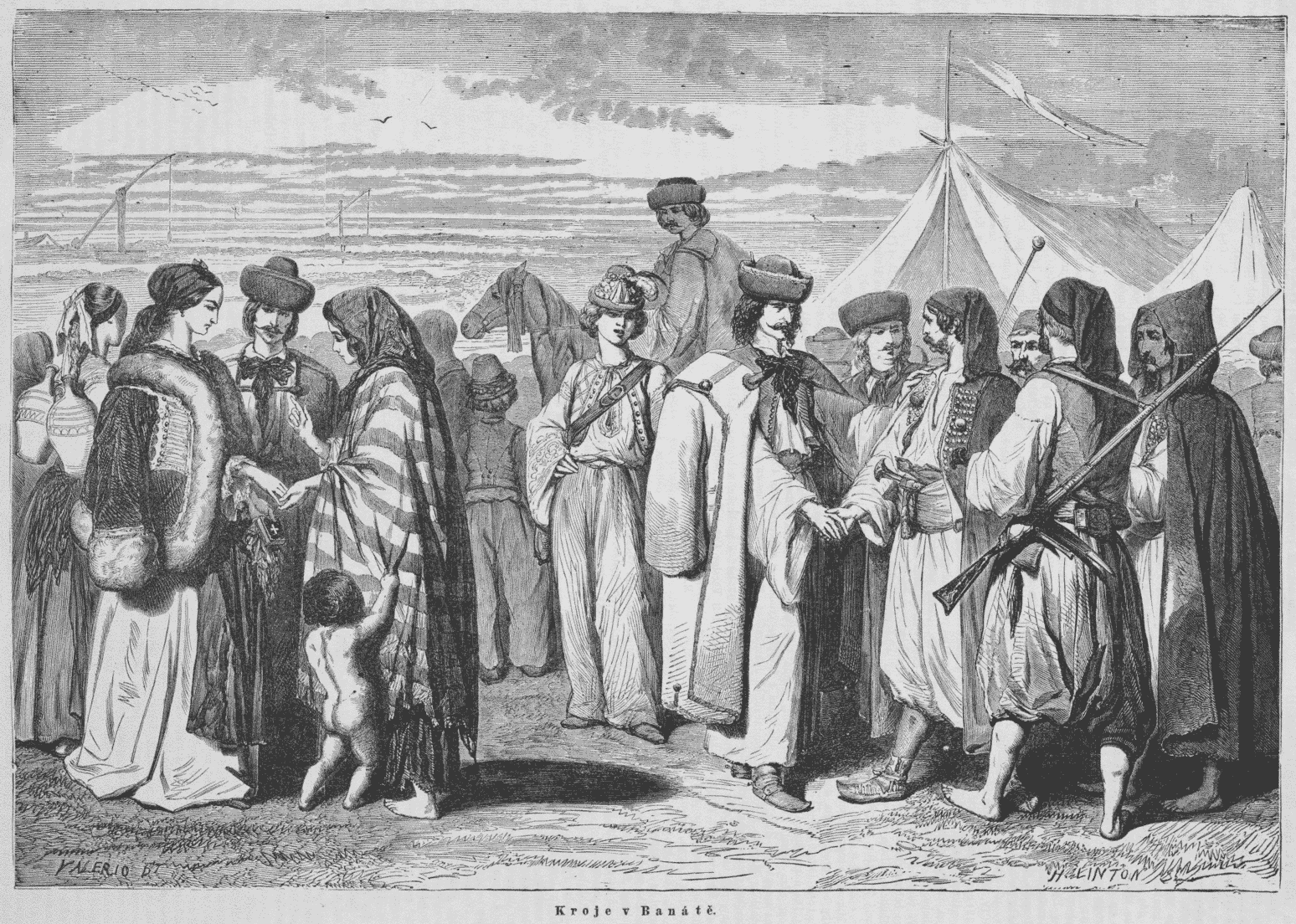
Народні костюми XIX ст. в Банаті

У 1660-1666 роках серби жили в західній (рівнинній) частині Банату, а румуни — на сході (гірські).
Динаміка росту населення Банату
| Рік  | Населення |
| ---- | --------- |
| 1717 | 85 166    |
| 1743 | 125 000   |
| 1753 | 210 992   |
| 1774 | 375 740   |
| 1797 | 667 912   |
| 1900 | 1 431 329 |
| 1910 | 1 582 133 |

Станом на 1774 р. Банат мав етнічний склад населення:
- Румуни — 220 000;
- Серби і греки — 100 000;
- Німці — 53 000;
- Угорці та болгари — 2400;
- Євреї — 340.

За даними перепису населення 1910 р. Банату (провінції Торенталь, Темеш і Красо-Шорені) склало 1 582 133 осіб:
- 592 049 (37,42 %) румунів;
- 387.545 (24.50 %) німців;
- 284 329 (17,97 %) сербів;
- 242,152 (15,31 %) угорців;

разом з якими була переписана менша кількість інших етнічних груп (чехи, словаки, хорвати, русини-українці, болгари тощо).

### Історія українського поселення
Свого часу на території сучасної румунської частини Банату оселились нащадки запорозьких козаків.
- Перші українські сім'ї прийшли у Банат до Тімішського та Карашсеверінського повітів на початку XX століття. Вони купили земельні ділянки та ліси, зокрема від угорських графів. У той час Мармарощина і Банатський регіон знаходилися під адміністрацією Австро-Угорщини. Перші утворені села виключно з українським населенням у повіті Тіміш були Крічова, Мала Черешня, Анталка і Гусарка, а у селі Джора поселилися майже 10 сімей поряд з румунським населенням. У Карашсеверінському повіті українці створили села Копешель, Зоріле й Корнуцеле. Вони прибули із Закарпаття та Галичини, зокрема із районів Хуст, Мукачево і Міжгір'я. Після закінчення Другої світової війни та після аграрної реформи 1945 р. багато українських родин зокрема з Копешель, Зоріле та Корнуцеле і Нова Черешня одержали земельні ділянки у селах Малий Бечкерек, Джелу і Варіаш.
- Друга і третя хвиля українського заселення, яке прибуло до банатського регіону відбулась після Першої і відповідно Другої світових війн. Йде мова про біженців, які врятувалися від радянської влади. Вони оселилися, зокрема у містах та були асимільовані румунами.
- Четверта хвиля імміграції мала місце після 1960 років, українці приїхали з Буковини та Мармарощини. Першими українськими поселенцями Штюки в 1966-му році були рум. Beuca Mihai, Anisoreac Ioan, Miculaicsuk Luca[8]. Буковинці оселилися у містах, працюючи у промисловості та будівництві, а мармарошці у селах покинутих німцями, які емігрували до Німеччини або навіть у румунських селах, населення яких переїхало жити у міста. Це переселенці з мармароських сіл Бистий, Вишівська Долина, Луг над Тисою, Русково, Красний, Ремети, Вишня Рівня, Кривий.

Таким чином, переважна більшість українців живе у селах як: Щука, Малі Ремети, Готтлоб, Драгомірешть, Малий Копешель, Сока та інші.

## Найбільші міста
| Герб | Місто                   | Країна  | Населення |
| ---- | ----------------------- | ------- | --------- |
|      | Тімішоара (Timișoara)   | Румунія | 317 651   |
|      | Решица (Reșița)         | Румунія | 83 985    |
|      | Зренянин (Zrenjanin)    | Сербія  | 79 545    |
|      | Панчево (Pančevo)       | Сербія  | 76 110    |
|      | Лугож (Lugoj)           | Румунія | 44 571    |
|      | Кікінда (Kikinda)       | Сербія  | 41 825    |
|      | Вршац (Vršac)           | Сербія  | 36 040    |
|      | Карансебеш (Caransebeș) | Румунія | 28 294    |

## Цікаві факти
Борча (з населенням 46 086) належить до Банату і є районом міста Белград, у Палілула (общині округу Белграду) столиці Сербії.